# Anolis poei
Anolis poei (телімбельський аноліс) — вид ігуаноподібних ящірок родини анолісових (Dactyloidae). Ендемік Еквадору.

## Поширення і екологія
Телімбельські аноліси відомі з двох місцевостей, розташованих в окрузі Телімбела в кантоні Чімбо в еквадорській провінції Болівар. Вони живуть у вічнозелених тропічних лісах Еквадорських Анд, трапляються на узліссях та на берегах струмків. Зустрічаються на висоті від 1310 до 1354 м над рівнем моря.